# محمد رمضان (بازیکن فوتبال، زاده ۱۹۹۱)
محمد رمضان (عربی: محمد رمضان؛ زادهٔ ۴ آوریل ۱۹۹۱) بازیکن فوتبال اهل لبنان-سوئد است.
از باشگاه‌هایی که در آن بازی کرده‌است می‌توان به باشگاه فوتبال هلسینگبورگس اشاره کرد.
وی همچنین در تیم ملی فوتبال لبنان بازی کرده‌است.